# Benny Blanco
Benjamin Levin (Reston, Virginia, SAD, 8. ožujka 1988.), bolje poznat po svom umjetničkom imenu Benny Blanco je američki producent i tekstopisac. Prvi put je zapažen u stvaranju albuma Bangers & Cash s producentom Spank Rockom. Surađujući s producentom Dr. Lukeom, Benny je napisao mnogo pjesama za pop izvođače kao što su Britney Spears, Katy Perry, Ke$ha, te za izvođače kao što su Justin Bieber, Mike Posner i Taio Cruz. Također je imao i ulogu u stvaranju mnogo hit singlova koji su završili u top deset na top ljestvici Billboard Hot 100.

## Singlovi u top deset na top ljestvicama
- 2008.: "I Kissed a Girl" (Katy Perry) #1
- 2008.: "Hot N Cold" (Katy Perry) #1
- 2008.: "Circus" (Britney Spears) #1
- 2009.: "Don't Trust Me" (3OH!3) #1
- 2009.: "Tik Tok"  (Ke$ha) #1
- 2010.: "Eenie Meenie" (Sean Kingston & Justin Bieber)
- 2010.: "Blah Blah Blah" (Ke$ha)
- 2010.: "Your Love Is My Drug" (Ke$ha) #1
- 2010.: "My First Kiss" (3OH!3)
- 2010.: "California Gurls" (Katy Perry & Snoop Dogg) #1
- 2010.: "Please Don't Go" (Mike Posner)
- 2010.: "Dynamite" (Taio Cruz) #1
- 2010.: "Teenage Dream" (Katy Perry) #1
- 2010.: "We R Who We R" (Ke$ha) #1
- 2011.: "Blow" (Ke$ha)
- 2011.: "No Sleep" (Wiz Khalifa)
- 2011.: "Stereo Hearts" (Gym Class Heroes & Adam Levine) #1
- 2011.: "Moves Like Jagger" (Maroon 5 & Christina Aguilera) #1

## Vanjske poveznice
- Benny Blanco na Twitteru
- Benny Blanco na MySpaceu